# 6753 Fursenko
6753 Fursenko eller 1974 RV1 är en asteroid i huvudbältet som upptäcktes den 14 september 1974 av den rysk-sovjetiske astronomen Nikolaj Tjernych vid Krims astrofysiska observatorium på Krim. Den har fått sitt namn efter Margarita Fursenko.
Den tillhör asteroidgruppen Flora.